# Charlotte Le Bon
Charlotte Le Bon (Montréal, 1986. szeptember 4. –) francia-kanadai színésznő, modell, televíziós szereplő. A Le Grand Journal című, a Canal + tévéadón futó talk showból, az Yves Saint Laurent című életrajzi filmből, Az élet ízeiből és a Kötéltáncból ismert szerepei miatt.

## Élete
Charlotte Le Bon 1986-ban született Montréalban Brigitte Paquette és Richard Le Bon gyermekeként. Tizenhat évesen kezdett modellkedni és tizenkilenc éves volt amikor elhagyta Kanadát. Miután rövid időt Tokióban és New Yorkban töltött, 2011-ben Párizsban telepedett le. Saját bevallása szerint sohasem élvezte a modellkedést, mint mondta; "nyolc évig voltam modell és nagyon gyűlöltem".  Nem sokkal később a Le Grand Journal című hírműsor és popkultúra-alapú talk showban kapott szerepet a Canal + francia televíziós csatornán, mint időjárás bemondó lány, azaz Miss Météo.
Miután otthagyta a műsort, több filmes ajánlata is érkezett. Első filmes szerepe a 2012-es Asterix és Obelix: Isten óvja Britanniát című vígjátékban volt. 2013-ban a Tajtékos napok és a A Marxisták című filmdrámákban szerepelt. 2014-ben szerepelt a Yves Saint Laurent életrajzi filmben, mint a címszereplő múzsája, Victoire Doutreleau. Első angol nyelvű filmszerepe Az élet ízei volt, Lasse Hallström romantikus komédiájában, Helen Mirren partnereként.
2015-ben Joseph Gordon-Levitttal szerepelt a Kötéltánc című filmben Robert Zemeckis rendezésében, amit Philippe Petit könyve alapján forgattak.
Párizsban él, francia és angol nyelven beszél.

## Jelölések
- César-díj a legjobb mellékszereplő színésznőnek (2015)

## Tv-műsorok
| Év   | Cím               | Szerep | Epizód   |
| ---- | ----------------- | ------ | -------- |
| 2013 | Hubert and Takako | Takako | 3 epizód |

## Filmek
| Év   | Cím                                      | Szerep                               |
| ---- | ---------------------------------------- | ------------------------------------ |
| 2010 | Impossible                               | Vékony lány                          |
| 2012 | Asterix és Obelix: Isten óvja Britanniát | Ophélia                              |
| 2012 | The stroller strategy                    | Marie Deville (mint Charlotte Lebon) |
| 2013 | Tajtékos napok                           | Natacha                              |
| 2013 | A Marxisták                              | Claire                               |
| 2014 | Nice and easy                            | Anna                                 |
| 2014 | Yves Saint Laurent                       | Victoire Doutrelau                   |
| 2014 | Élet ízei                                | Marguerite                           |
| 2015 | Kötéltánc                                | Annie                                |
| 2016 | Az ígéret                                | Ana Khesairan                        |
| 2016 | Anthropoid                               | Marie Kovárníková                    |
| 2016 | A forradalom napján                      | Zoe                                  |
| 2016 | Iris                                     | Claudia                              |
| 2016 | Arctic heart                             | Cristhophine                         |
| 2016 | Realive                                  | Elizabeth                            |
| 2019 | Berlin, I Love You                       | Rose                                 |